# Hoàng Hoa Thám

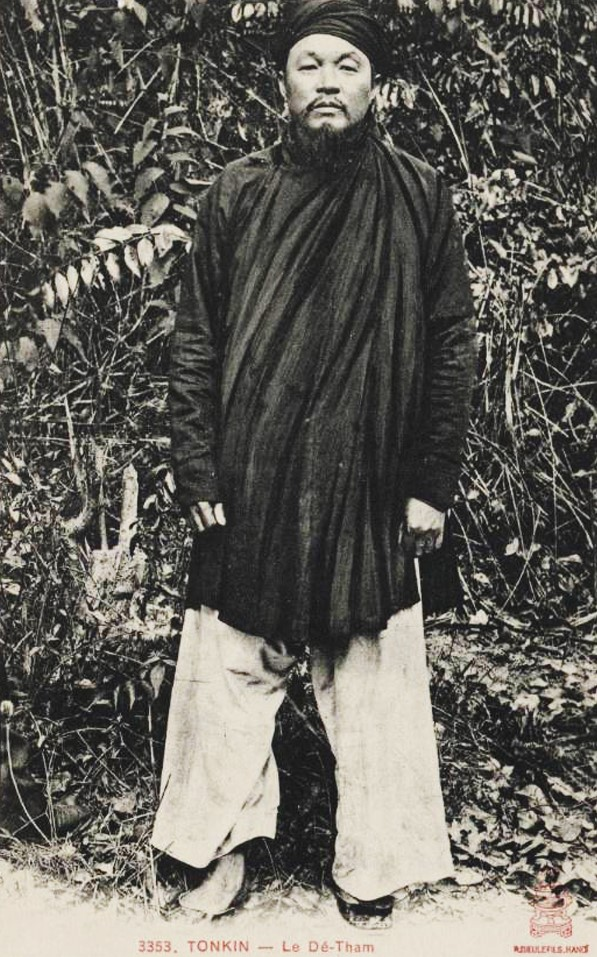
Hoang Hoa Tham, undatierte Porträtfotografie

Hoàng Hoa Thám (* 1858; † 1913; Geburtsname Truong Van Tham, Kampfname: De Tham (Marschall Tham)) war ein Banditenführer der Schwarzen Flaggen und Partisanenführer der Cần-Vương-Bewegung gegen die französische Kolonialmacht während der Nguyễn-Dynastie. Er stammte aus einer armen Bauernfamilie und schaffte es durch seine militärische Tätigkeit und die Kooperation mit den Franzosen nach dem Misserfolg des bewaffneten Widerstands zum de-facto zum Feudalherren mit Protektion des Kolonialstaates aufzusteigen.
1908 zog er nach Kontakt mit vietnamesischen Nationalisten erneut in den Widerstand gegen die Kolonialmacht. 1913 starb er bei einem Anschlag der Kolonialbehörden.

## Herkunft und Werdegang
Hoang Hoa Tham stammte aus einer verarmten ländlichen Familie aus der Provinz Hung Yen. Seine Familie hatte in den 1830er Jahren an einem Aufstand gegen die Nguyen-Dynastie teilgenommen. Sein Vater war als Mandarin wegen Plünderei hingerichtet worden und bedingte den jetzigen niedrigen sozialen Status der Familie. Hoang Hoa Tham betätigte sich zunächst als Büffelhirte. 1882 schloss er sich den Banditen der Schwarzen Flaggen an. Während der 1880er Jahre stieg er zu einem Anführer innerhalb der Banditen auf und verschaffte sich den Namen eines beim Volk beliebten Banditenfürsten.

## Anti-französischer Widerstand
Hoang Hoa Tham folgte dem Aufruf des Kaisers Hàm Nghi und schloss sich mit seinen Leuten der Cần-Vương-Bewegung an. Er leistete bis 1896 Widerstand mit einem Kern von 300 Mann mit modernen Gewehren in dem bewaldeten Gebiet von Yen The. Hoang Hoa Tham trat 1894 und 1897 in Verhandlungen mit den französischen Kolonialbehörden, welche ihn durch Zugeständnisse von Privilegien zur Aufgabe bewegen wollten.
Hoa Hao Tham kann sich in den Verhandlungen die Kontrolle über den Distrikt Yen The sichern. Hoang Hoa Tham hatte Kontakt mit dem militanten Nationalisten Phan Bội Châu. Gemeinsam planten sie einen Aufstand in Hanoi, in dessen Verlauf die französische Garnison vergiftet werden sollte. Der Aufstand scheiterte und Hoan Hoa Tham zog sich wieder als Guerillero in die Berge von Yen The zurück.
1913 starb er bei einem Anschlag durch einen Agenten der Kolonialbehörden.

## Rezeption
Sein Geburtsjahr 1858 wird als Legendenbildung in Zweifel gezogen. Dies wird in der nationalistischen Historiographie als Zeichen des Schicksals betont, denn 1858 erfolgte die erste französische Landnahme in Vietnam. In der Geschichtsschreibung der kommunistischen Nationalbewegung Vietnams wurde Hoang Hoa Tham zur Identifikationsfigur. In der Geschichtsschreibung und der Populärkultur des heutigen Vietnams gilt Hoan Hoa Tham als Nationalheld. Innerhalb der Can-Vuong-Bewegung diente er mit seiner bäuerlichen Herkunft als Aushängeschild der ansonsten von konfuzianistischen Gelehrten geführten Bewegung.